# Saulo Estevao da Costa Pimenta
Saulo Estevao da Costa Pimenta (nacido el 11 de abril de 1974) es un exfutbolista brasileño que se desempeñaba como delantero.
Jugó para clubes como el Albirex Niigata.

## Trayectoria

### Clubes
| Club            | País  | Año  |
| --------------- | ----- | ---- |
| Albirex Niigata | Japón | 1999 |

## Estadística de carrera

### J. League
| Club            | Año   | J. League | J. League | Copa J. League | Copa J. League | Total | Total |
| Club            | Año   | Part.     | Goles     | Part.          | Goles          | Part. | Goles |
| --------------- | ----- | --------- | --------- | -------------- | -------------- | ----- | ----- |
| Albirex Niigata | 1999  | 23        | 6         | 2              | 0              | 25    | 6     |
| Total           | Total | 23        | 6         | 2              | 0              | 25    | 6     |